# Melanagromyza koizumii
Melanagromyza koizumii este o specie de muște din genul Melanagromyza, familia Agromyzidae, descrisă de Kato în anul 1961. Conform Catalogue of Life specia Melanagromyza koizumii nu are subspecii cunoscute.